# Hydrolagus alphus
Hydrolagus alphus är en broskfiskart som beskrevs av Quaranta, Didier, Long och Ebert 2006. Hydrolagus alphus ingår i släktet Hydrolagus och familjen havsmusfiskar. IUCN kategoriserar arten globalt som otillräckligt studerad. Inga underarter finns listade i Catalogue of Life.
Arten hittades i havet kring Galápagosöarna och utbredningsområdet är antagligen inte mycket större. Hydrolagus alphus vistas i regioner som är 630 till 907 meter djupa.
Den absoluta längden (med stjärtfenans utskott) var för en hona 48 cm och en hanne 41 cm.